# Veloso
Veloso é um sobrenome de origem galega, que significa "peludo", "cheio de velo" ou "cheio de lã". É majoritariamente usado por brasileiros e portugueses.
Um dos nomes mais notáveis da família Veloso foi Diogo Veloso, também conhecido por Diego Belloso em documentos espanhóis, famoso explorador português. Explorou a ásia no século XVI, onde atuou a serviço do governador espanhol das Índias Orientais espanholas.
Dentre outros Veloso destacados por seus trabalhos, encontram-se o ator filipino Lou Veloso, em Portugal o músico Rui Veloso e no Brasil, o músico Caetano Veloso e seu filho Moreno Veloso, bem como o cartunista e humorista Shaolin e o cineasta Geraldo Veloso. Na área desportiva o futebolista Leo Veloso, e a nadadora olímpica e mergulhadora Juliana Veloso. Na área acadêmica Francisco Veloso e Manuela M. Veloso.

## Origem e significado
Oriundo do mundo galego-português, o nome de família Veloso é maioritariamente usado em Portugal e no Brasil. A sua presença na Galiza, de onde detém as suas origens, pode variar de formas como Beloso (deturpação) ou Velloso (castelhanização).